# 飛騨プラネタリウム
飛騨プラネタリウム（ひだプラネタリウム）は、かつて岐阜県高山市にあったプラネタリウムである。
高山市の条例上の名称は高山市飛騨プラネタリウムである。

## 概要
飛騨地域唯一のプラネタリウムであり、科学および科学技術に関する知識の普及および啓発を図ることを目的とした施設である。大野郡清見村の施設として1986年4月1日に開館した。建物は鉄筋コンクリート造2階建であり、外観はピラミッド状である。
ドーム（多目的ホール）のスクリーンの直径は9 m。座席数60席である。プラネタリウム以外の映像音響施設としても使用可能である。投影機器は1992年からミノルタプラネタリウムのMS-8を導入していたが、2013年に株式会社リブラのHAKONIWA2が導入された。
2008年からKAGAYAスタジオの作品の上映を開始し、2022年現在はほぼKAGAYAスタジオの作品が上映されている。また、館内ではKAGAYAの作品を多数展示している。
五藤光学研究所の20 cm屈折望遠鏡を搭載する移動天文車の「ドリームスター号」を運用している。また、望遠鏡や双眼鏡などの天体観測機器もあり、飛騨プラネタリウム敷地内および出張での天体観測会も行う（要予約）。
指定管理者制度を導入しており、小鳥振興協会（清見里人学校を運営する組織）が管理運営する。
老朽化もあり、2023年（令和5年）3月末で閉館。閉館後は進学塾を運営する知育株式会社（名古屋市）が新設する広域通信制高校「飛騨高山サンコスモ高等学校」となる計画である。
2023年（令和5年）3月10日に最後の上映が行われた。

## 施設概要
- ホール等
  - 多目的ホール[2]
  - 実習室[2]
  - 研修室[2]
- 所在地：岐阜県高山市清見町夏厩918-1
- 開館時間：9:00 - 17:00
  - 月・火・水・金曜日の午前中は団体予約のみ。月・火・水・金・土・日曜日の16：00以降及び土日曜日の午前中は貸切利用の団体を優先。
- 休館日：木曜日、年末年始
- 入館料：大人500円、高校生以下300円、3歳以下無料　※番組により異なる。一部の番組は大人800円、高校生以下500円。

高山市の条例では開館時間は9:00から17:00、休館日は月曜日、祝日、年末年始だが、指定管理者制度が導入されており、指定管理者が高山市長の承認を得て変更している。

## 交通アクセス

### 公共交通機関
- 濃飛バス荘川線「夏厩」バス停より徒歩約3分
  - JR高山本線高山駅（高山濃飛バスセンター）より「上野々俣公民館前」行き

### 自動車
- 東海北陸自動車道飛驒清見ICより約300m

## 周辺施設
- 清見里人学校 - 旧清見村立夏厩小学校校舎を改修した宿泊施設。2003年までは飛騨プラネタリウムの施設の一部（飛騨プラネタリウム青少年学習センター）であった。飛騨プラネタリウムとおなじく、2023年（令和5年）3月末で閉鎖[6][8]。
- 夏厩郵便局